# 1931 у кіно

## Фільми

### Світове кіно
- Дівчата в уніформі /  Веймарська республіка, реж. Леонтина Саган
- Дракула /  США, реж. Тод Броунінг
- Дракула /  США, реж. Джордж Мелфорд
- Берлін-Александерплац /  Веймарська республіка, реж. Філ Ютці
- Вогні великого міста  /  США, найвідоміший фільм Чарлі Чапліна
- Погана сестра /  США, реж. Гобарт Генлі
- Путівка в життя  /  СРСР, перший радянський художній звуковий фільм, реж. Микола Екк[ru]
- Тригрошова опера /  Веймарська республіка, реж. Георг Вільгельм Пабст
- Франкенштейн /  США, реж. Джеймс Вейл

## Персоналії

### Народилися
- 1 січня — Ромашин Анатолій Володимирович, радянський і російський актор театру і кіно, режисер.
- 16 січня — Аббасов Шухрат Саліхович, радянський кінорежисер і сценарист
- 17 січня — Джеймс Ерл Джонс, американський актор.
- 25 січня — Цимбаліст Віктор Петрович, український актор.
- 8 лютого — Джеймс Дін, американський актор.
- 16 лютого — Подгорний Микита Володимирович, радянський актор театру і кіно.
- 19 лютого — Ларіонова Алла Дмитрівна, російська акторка.
- 5 березня  — Міансарова Тамара Григорівна, українська і російська естрадна співачка
- 6 березня — Білаш Олександр Іванович, український композитор жанрів класичної та популярної музики (пом. 2003).
- 15 березня  — Передерій Олег Феофанович, радянський і український художник кіно, художник-постановник.
- 22 березня — Вільям Шетнер, канадський актор і письменник.
- 26 березня — Леонард Німой, американський кіноактор, фотохудожник, поет.
- 1 квітня — Іта Евер, естонська акторка театру, кіно та телебачення.
- 8 квітня — Джон Гевін, американський кіноактор.
- 13 квітня:
  - Мажуга Юрій Миколайович, український актор театру і кіно.
  - Мішель Девіль, французький кінорежисер, сценарист.
  - Робер Енріко, французький кінорежисер, сценарист.
- 18 квітня — Гуляєва Ніна Іванівна, радянська і російська акторка театру і кіно.
- 11 травня — Лавров Костянтин Іванович, радянський і український кінооператор.
- 17 травня — Собінов Рем Борисович, радянський, російський звукорежисер.
- 23 травня:
  - Панич Юліан Олександрович, радянський актор та режисер театру і кіно, сценарист.
  - Цилінскіс Гунарс, радянський і латвійський актор.
- 24 травня — Майкл Лонсдейл (Мішель Лонсдаль), французький театральний та кіноактор.
- 26 травня — Бєлобородова Ніна Борисівна, радянська і російська акторка театру і кіно.
- 27 травня — Воропаєв Геннадій Іванович, радянський і російський актор театру і кіно.
- 28 травня — Керрол Бейкер, американська акторка.
- 3 червня — Франсуаза Арнуль, французька акторка театру, кіно та телебачення.
- 5 червня — Жак Демі, французький кінорежисер та сценарист.
- 7 червня — Вірджинія Маккенна, британська акторка театру, кіно та телебачення.
- 19 червня — Корабельникова Маргарита Павлівна, радянська акторка театру і кіно.
- 20 червня — Олімпія Дукакіс, американська акторка грецького походження.
- 23 червня — Кохан Григорій Романович, український кінорежисер, сценарист (пом. 2014).
- 25 червня — Шлаїн Олександр Олександрович (Самуїл Асірович), український режисер, сценарист.
- 1 липня — Леслі Карон, французька акторка.
- 10 липня:
  - Нік Адамс, американський актор українського походження.
  - Альгімантас Масюліс, литовський актор (пом. 2008).
- 15 липня — Мгалоблішвілі Нодар Олександрович, грузинський актор.
- 24 липня — Ерманно Ольмі, італійський кінорежисер, сценарист, продюсер.
- 28 липня — Березуцька Валентина Федорівна, радянська і російська акторка театру і кіно.
- 31 липня — Віккерс Роберт Борисович, радянський і український письменник, драматург, автор сценаріїв ігрових, документальних, науково-популярних та мультиплікаційних фільмів.
- 23 серпня — Черкаський Давид Янович, радянський та український режисер-мультиплікатор, художник-мультиплікатор, сценарист.
- 25 серпня — Лемке Лев Ісаакович, радянський і російський актор театру і кіно.
- 10 вересня — Овчинникова Люсьєна Іванівна, радянська, російська акторка театру і кіно.
- 12 вересня — Ієн Голм, британський актор.
- 14 вересня — Ален Кавальє, французький кінорежисер, сценарист, оператор.
- 15 вересня — Ніфонтова Руфіна Дмитрівна, радянська, російська акторка театру і кіно.
- 17 вересня:
  - Жан-Клод Карр'єр, французький сценарист, письменник, актор.
  - Енн Бенкрофт, американська акторка, режисерка, сценаристка та співачка (пом. 2005).
- 19 вересня — Марта Месарош, угорська кінорежисерка.
- 29 вересня — Аніта Екберг, шведська акторка.
- 8 жовтня — Семенов Юліан Семенович, російський радянський письменник, сценарист, поет, журналіст (пом. 1993).
- 20 жовтня — Масленников Ігор Федорович, радянський, російський кінорежисер, сценарист.
- 25 жовтня — Анні Жирардо, знаменита французька акторка театру та кіно.
- 29 жовтня — Франко Інтерленгі, італійський актор (пом. 2015).
- 1 листопада — Митько Євген Миколайович, радянський російський сценарист українського походження (пом. 2007).
- 8 листопада — Паоло Тавіані, італійський кінорежисер, сценарист.
- 12 листопада — Конюхова Тетяна Георгіївна, російська акторка театру і кіно українського походження.
- 12 грудня — Джинджиристий Мирослав Ілліч, український режисер.
- 23 грудня — Дуров Лев Костянтинович, російський актор, режисер.
- 26 грудня — Гордон Олександр Віталійович, радянський і російський кінорежисер, сценарист і актор.

### Померли
- 22 січня — Альма Рубенс, американська акторка німого кіно.
- 18 лютого — Петер Ельфельт, данський фотограф і кінорежисер, піонер данського кінематографа (нар. 1866).
- 11 березня — Фрідріх Вільгельм Мурнау, німецький кінорежисер німого кіно.
- 9 квітня — Альфред Гікмен, англійський актор.
- 1 червня — Етель Грей Террі, американська акторка німого кіно і танцівниця.
- 2 червня — Джозеф Фарнем, американський драматург і сценарист.
- 21 жовтня — Артур Шніцлер, австрійський прозаїк та драматург.

## Дебюти
- Роберт Янг, американський актор